# ستيفن سولارز
ستيفن سولارز (بالإنجليزية: Stephen J. Solarz)‏ هو سياسي أمريكي، ولد في 12 سبتمبر 1940 بنيويورك في الولايات المتحدة، وتوفي في 29 نوفمبر 2010 في نفس البلد. حزبياً، نشط في الحزب الديمقراطي. في انتخابات مجلس النواب الأمريكي 1990 ‏، انتخب عضو مجلس النواب الأمريكي عن دائرة New York's 13th congressional district ‏ وقد انضم خلال فترته النيابية ‏ (3 يناير 1991 – 3 يناير 1993) للكتلة البرلمانية الحزب الديمقراطي وانتخب عضو جمعية ولاية نيويورك وانتخب عضو مجلس النواب الأمريكي.